# 리위춘
리위춘(1984년 3월 10일 ~)은 중국의 가수 겸 영화배우다. 쓰촨음악학원을 졸업했다.

## 장편 영화
- 8인: 최후의 결사단 - 극단단원 역
- 혈적자: 황제암살단
- 도성풍운 3
- 파도인
- 몬스터 헌트 2: 요괴사냥단

## TV 쇼
- 청춘유니 (시즌 3)

## 수상
- MTV 아시아 어워드
- 엠넷 아시안 뮤직 어워드
- MTV 유럽 뮤직 어워드
- 월드 뮤직 어워드